# Dennevy
Dennevy és un municipi francès, situat al departament de Saona i Loira i a la regió de Borgonya - Franc Comtat. L'any 2007 tenia 326 habitants.

## Demografia

### Població
El 2007 la població de fet de Dennevy era de 326 persones. Hi havia 128 famílies, de les quals 32 eren unipersonals (8 homes vivint sols i 24 dones vivint soles), 28 parelles sense fills, 52 parelles amb fills i 16 famílies monoparentals amb fills.
La població ha evolucionat segons el següent gràfic:
Habitants censats

### Habitatges
El 2007 hi havia 175 habitatges, 130 eren l'habitatge principal de la família, 22 eren segones residències i 23 estaven desocupats. 157 eren cases i 18 eren apartaments. Dels 130 habitatges principals, 95 estaven ocupats pels seus propietaris, 33 estaven llogats i ocupats pels llogaters i 2 estaven cedits a títol gratuït; 10 tenien dues cambres, 20 en tenien tres, 44 en tenien quatre i 56 en tenien cinc o més. 85 habitatges disposaven pel capbaix d'una plaça de pàrquing. A 53 habitatges hi havia un automòbil i a 60 n'hi havia dos o més.

### Piràmide de població
La piràmide de població per edats i sexe el 2009 era:
| Homes | Edats   | Dones |
| ----- | ------- | ----- |
| 0     | 95 o +  | 0     |
| 0     | 90 a 94 | 4     |
| 4     | 85 a 89 | 4     |
| 0     | 80 a 84 | 4     |
| 4     | 75 a 79 | 12    |
| 4     | 70 a 74 | 0     |
| 8     | 65 a 69 | 8     |
| 8     | 60 a 64 | 8     |
| 4     | 55 a 59 | 4     |
| 16    | 50 a 54 | 24    |
| 8     | 45 a 49 | 8     |
| 16    | 40 a 44 | 8     |
| 12    | 35 a 39 | 12    |
| 0     | 30 a 34 | 4     |
| 16    | 25 a 29 | 4     |
| 0     | 20 a 24 | 20    |
| 12    | 15 a 19 | 24    |
| 4     | 10 a 14 | 8     |
| 16    | 5 a 9   | 4     |
| 12    | 0 a 4   | 4     |

## Economia
El 2007 la població en edat de treballar era de 201 persones, 146 eren actives i 55 eren inactives. De les 146 persones actives 134 estaven ocupades (77 homes i 57 dones) i 12 estaven aturades (4 homes i 8 dones). De les 55 persones inactives 18 estaven jubilades, 16 estaven estudiant i 21 estaven classificades com a «altres inactius».

### Ingressos
El 2009 a Dennevy hi havia 134 unitats fiscals que integraven 330 persones, la mediana anual d'ingressos fiscals per persona era de 15.443 €.

### Activitats econòmiques
Dels 9 establiments que hi havia el 2007, 1 era d'una empresa alimentària, 2 d'empreses de construcció, 1 d'una empresa de comerç i reparació d'automòbils, 2 d'empreses d'hostatgeria i restauració, 2 d'empreses de serveis i 1 d'una empresa classificada com a «altres activitats de serveis».
Dels 3 establiments de servei als particulars que hi havia el 2009, 1 era un taller de reparació d'automòbils i de material agrícola, 1 paleta i 1 lampisteria.
L'únic establiment comercial que hi havia el 2009 era una fleca.
L'any 2000 a Dennevy hi havia 10 explotacions agrícoles que ocupaven un total de 48 hectàrees.

## Equipaments sanitaris i escolars
El 2009 hi havia una escola elemental integrada dins d'un grup escolar amb les comunes properes formant una escola dispersa.

## Poblacions més properes
El següent diagrama mostra les poblacions més properes.